# Aga (település)
Aga, 1892-ig Bresztovác (Temesaga, románul: Brestovăț, szlovákul: Brestovec, németül: Brestowatz) falu Romániában, Temes megyében.

## Fekvése
Temesvártól 40 km-re északkeletre, a Kizdia-patak partján fekszik.

## Nevének eredete
Első említése: Breztolcz (1440). Az 1723–25-ös összeírásban Preztovazként szerepel (a szláv Brestovac szilfával benőtt helyet jelöl). Hivatalos magyar nevét birtokosáról, Janicsáry Aga Sándorról kapta 1894-ben. 1924–1925-ben Brusturi-nak hívták.

## Története
1477-ben Solymos várához tartozott. A hódoltság alatt elpusztult. A 18. század elején románokkal települt újra. 1730 körül montenegrói szerbek költöztek be, akik később elrománosodtak. 1782-ben a Lukács testvérek vásárolták meg. 1786-ban németek költöztek be, majd 1797-ben Lukács Gergely római katolikus magyarokat és szlovákokat telepített. 1826-ban Gall József tulajdonába került, aki 1828-ban újabb szlovák családokat hozott be főként Nógrád, Trencsén és Nyitra vármegyéből. Az 1830-as években a környező falvakból költöztek be németek, 1845-ben Gall Csehországból telepített le újabb húsz-harminc családot. 1847-ben békéscsabai szlovákok is érkeztek. Temes vármegyéhez tartozott. A 20. század elején a Juhoss családnak ménese, vadászkastélya, fácán- és őztenyészete volt itt.

## Lakossága
1900-ban 929-en lakták, közülük 381 román, 262 szlovák, 157 német és 126 magyar anyanyelvű; 512 római katolikus, 383 ortodox és 28 református vallású volt. A lakosság 40%-a tudott írni és olvasni; a nem magyar anyanyelvűek 21%-a beszélt magyarul.
2002-ben  336 lakosából 201 volt román, 107 szlovák, 16 német és 12 magyar nemzetiségű; 187 ortodox és 138 római katolikus vallású.
Temes megye legkisebb népességű községének központja.

## Látnivalók
- Római katolikus temploma 1892-ben épült.